# Lullubi
I Lullubi (anche Lulubi o Lullubiti) erano uno dei gruppi di tribù che abitarono nella seconda metà del III millennio a.C. nell'area centrale dei Monti Zagros, all'incirca corrispondente al moderno Luristan. Questa popolazione, spesso associata ai circonvicini Tukri (anche Turukku o Turukkei) e Gutei (o Gutium), ebbe rapporti conflittuali con il mondo sumero-accadico.

## Posizione geografica
Nelle fonti redatte dai popoli dell'alluvio mesopotamico Lulubum, la regione da cui provenivano queste genti, viene collocata lungo il confine nord-orientale della Mesopotamia, adiacente ai monti Zagros nord-orientali e almeno un testo neo-assiro (tra il IX e il VII secolo a.C.) si riferisce all'intera area e ai suoi popoli come "Lullubi-Turukki". Pertanto è stata individuata nei territori compresi tra la pianura di Sharazor, nel moderno Kurdistan iracheno, il Lago di Urmia. Nel Frayne 1990 identificò la loro città Lulubuna (o Luluban) con la moderna città curda di Halabja.

## Riferimenti storici
L'antica leggenda sumera Lugalbanda e l'uccello Anzud, ambientata nel regno di Enmerkar di Uruk, allude alle "montagne di Lulubi", lì dove Lugalbanda incontra il gigantesco uccello Anzud, mentre cerca il resto dell'esercito di Enmerkar in viaggio per assediare Aratta.

### Antico bronzo

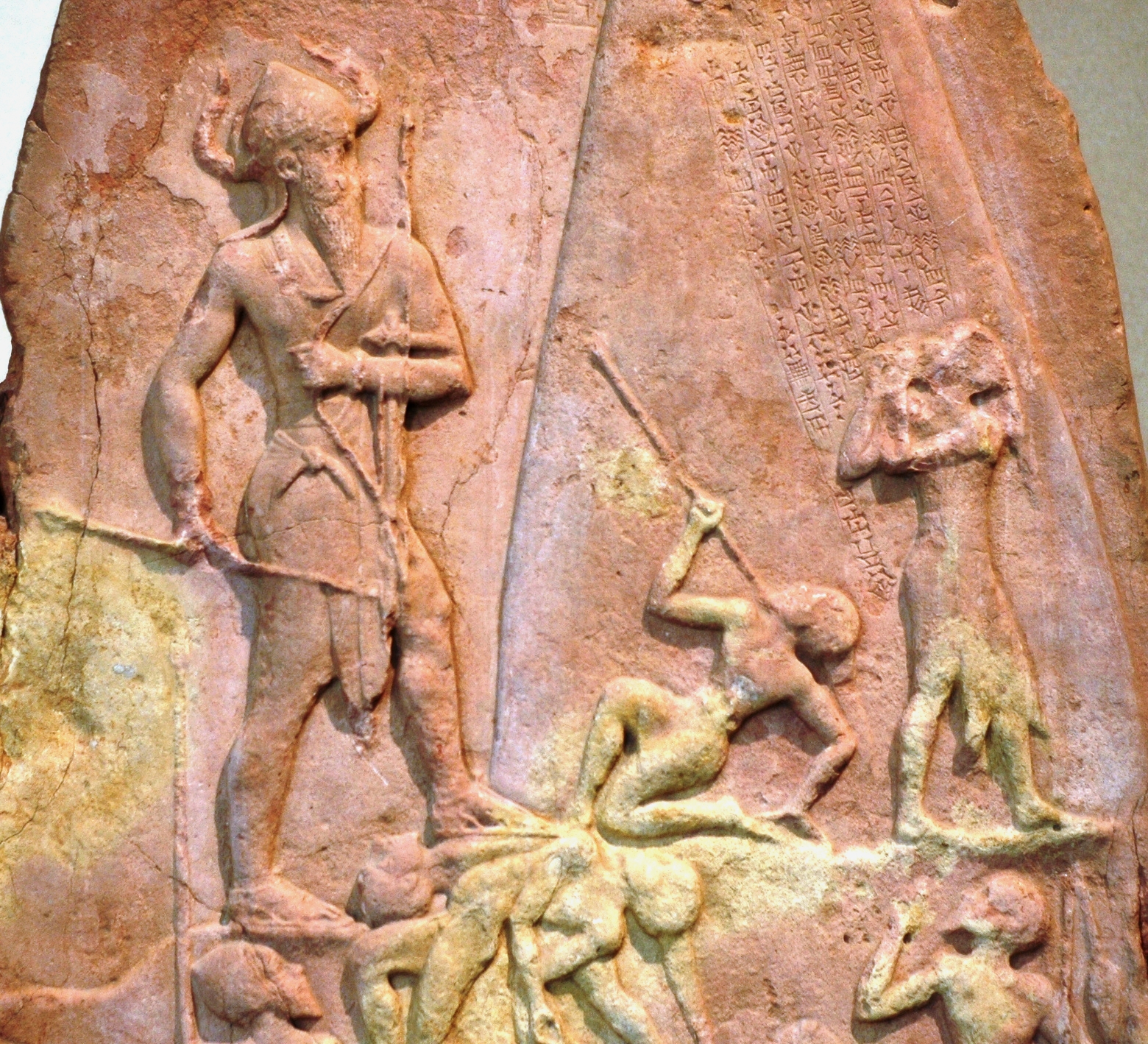
Foto della Stele di Naram-Sin, che commemora la sua vittoria su Lullubum (Museo del Louvre).

I Lullubi appaiono in tempi storici come una delle popolazioni sottomesse da Sargon di Akkad, insieme ai Gutei. Il nipote di Sargon, Naram Sin, sconfisse i Lullubi e il loro re Satuni, facendo poi erigere la cosiddetta Stele della vittoria.
La cosiddetta Stele della Vittoria di Narām-Sîn, re di Akkad (ca. 2250 a.C.), celebra una vittoria sui Lullubiti, mentre il rilievo rupestre posta a Sar-i-Pul, sugli Zagros, opera di Anu-banini, re dei Lullubiti nello stesso periodo, risente di modelli accadici (ad esempio, il re riprende la pretesa tradizionalmente accadica di dominare "dal mare inferiore al mare superiore").
L'Impero di Akkad fu poi abbattuto dai Gutei, altro popolo montano del Lorestan.
Dopo che l'Impero accadico cadde per mano dei Gutei, i Lullubi si ribellarono contro il re guteo Erridupizir, secondo le iscrizioni di quest'ultimo.
Successivamente al periodo guteo, si dice che il sovrano Shulgi della Terza dinastia di Ur (Ur-III) abbia razziato Lullubi almeno nove volte; al tempo di Amar-Sin, i Lullubi formavano un contingente nell'esercito di Ur, suggerendo che la regione era allora sotto il controllo neo-sumerico.

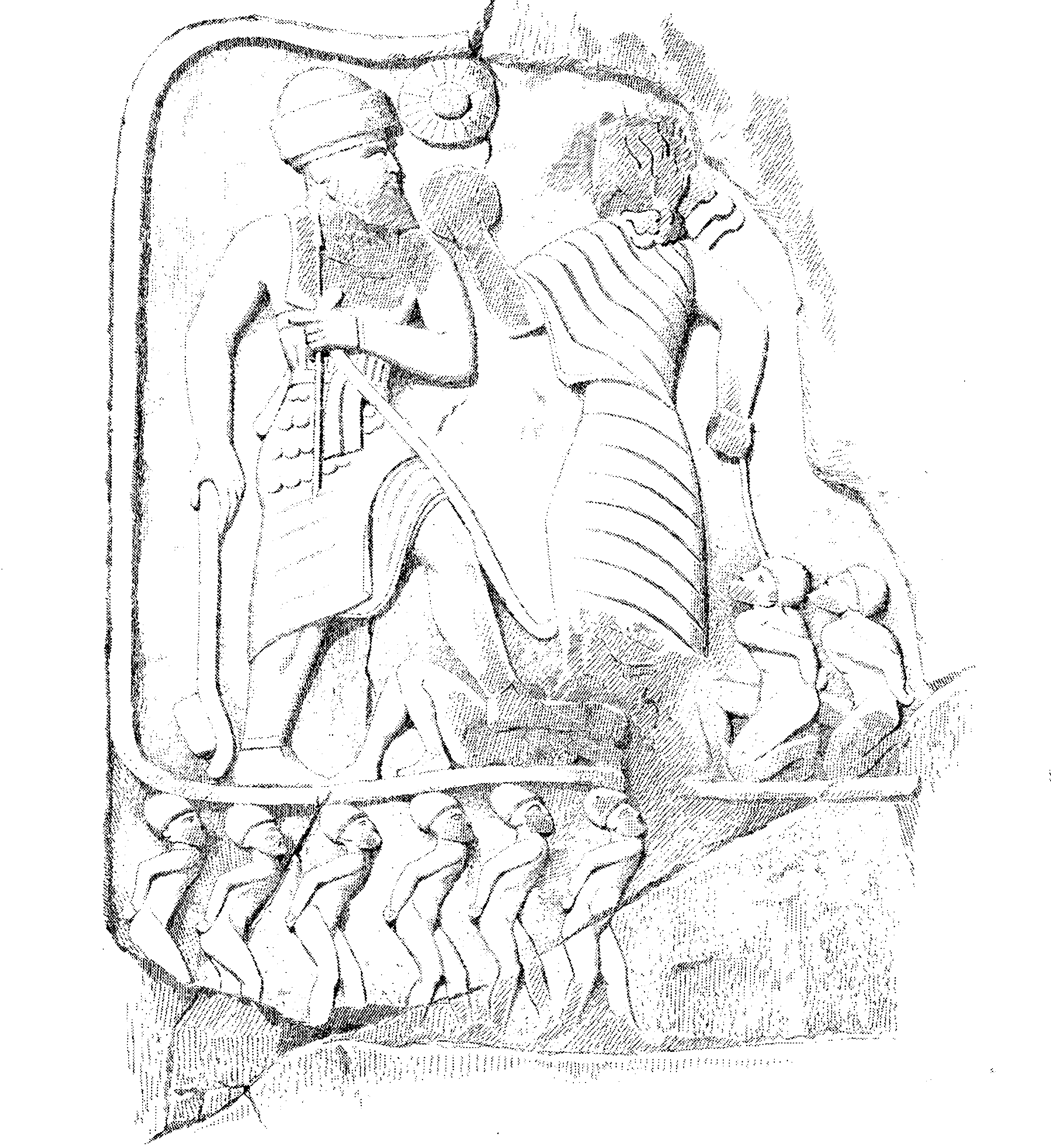
Disegno di Pascal Coste, ca. 1840, di una scultura nella roccia della vittoria del re Anubanini e della dea Ištar, Sar-I Pul (Iran).

Un'altra famosa scultura nella roccia, raffigurante il re lullubiano Anubanini con la dea assiro-babilonese Ištar e i loro prigionieri al seguito, si pensa ora che risalga al periodo di Ur-III; tuttavia, una successiva versione leggendaria babilonese delle gesta di Sargon il Grande menziona Anubanini come uno dei suoi avversari.

### Epoche successive
Nel seguente II millennio a.C., il termine "Lullubi" o "Lullu" sembra essere divenuto un termine generico babilonese-assiro per "montanaro", mentre la regione originaria di Lullubi era conosciuta anche come Zamua. Durante il regno di Shamshi-Adad I e di suo figlio e successore Ishme-Dagan queste popolazioni montanare erano considerate una minaccia costante; infatti, in una lettera all'altro figlio Yasmah-Adad, Shamshi-Adad scrisse che Tukru si alleò con le genti della Terra di Achazum e si radunarono nella città di Ikkallum per affrontare l'esercito di Ishme-Dagan. Altre attività belliche che coinvolgono questi popoli sono attestate attorno al ca. 1769 a.C., quando saccheggiarono la città hurrita di Mardaman, e quando vennero sconfitti da Hammurabi di Babilonia nel 37º anno del suo, come attesta un'iscrizione che menziona insieme Tukriš, Gutium, Subartu e un altro nome che di solito viene ricostruito come Elam. La "terra di Lullubi" fa una riapparizione alla fine del XII secolo a.C., quando sia Nabucodonosor I di Babilonia (nel 1120 a.C. ca.) e Tiglatpileser I di Assiria (nel 1113 a.C.) asseriscono di averla sottomessa. Anche i re neo-assiri dei secoli seguenti registrano campagne e conquiste nell'area di Lullubum-Zamua. Soprattutto Assurnasirpal II dovette sopprimere una rivolta tra i capi lullubi nell'881 a.C., durante la quale questi costruirono un muro nel passo di Bazian (tra le moderne Kirkuk e Sulaymaniyah), in un tentativo fallito di tenere fuori gli Assiri. Si diceva che avessero avuto diciannove città fortificate con mura nel loro territorio, nonché una grande scorta di cavalli, bestiame, metalli, tessuti e vino, che furono portati via da Assurnasirpal. I capi o i governatori locali della regione di Zamua continuarono ad essere menzionati fino alla fine del regno di Esarhaddon (669 a.C.).

## Identificazione
Di queste popolazioni montanare si sa ben poco, anche perché le informazioni disponibili vengono tutte da fonti ostili. Infatti, le fonti a loro contemporanee li descrivono come tribù seminomadi, restie ad adottare le forme sociali più articolate, che indossava pelli di animali e praticavano spesso la razzia nei confronti delle popolazioni agricole vicine. Per quanto riguarda la loro identificazione etnica, sembra chiaro che queste genti non fossero iraniche e che non parlassero una lingua indoeuropea. Tuttavia, è stata avanzata l'ipotesi che possano aver parlato una lingua hurrita o esser stati una popolazione mista di hurriti e semiti guidati da un'élite hurrita.

### Lingua lullubita
Essendo così poche le informazioni note, e non essendoci attestazioni di qualunque letteratura o alfabeto scritto, la posizione più cauta da mantenere rispetto alla lingua lullubita è considerarla una lingua isolata. Tuttavia, poiché il termine lullubi sembra essere di origine hurrita, sono state avanzate ipotesi per collegare la loro lingua a idiomi vicini quali l'hurrita e l'urarteo, ma anche l'hattico, il guteo e il cassita.